# Карињано (Маса-Карара)
Карињано је насеље у Италији у округу Маса-Карара, региону Тоскана.
Према процени из 2011. у насељу је живело 126 становника. Насеље се налази на надморској висини од 272 м.